# QSO 0537-286
QSO 0537-286 plus communément nommé QSO B0537-286 est un blazar distant de type FSRQBS (flat spectrum radio quasar blazar subclass) très émetteur dans le domaine des rayons X. QSO B0537 se situe dans la constellation du Lièvre à 2.6 milliards d'années-lumière,.

## Découverte
Le blazar QSO B0537 a été découvert en 2006 par le SWIFT lors d'une étude du ciel profond dans le domaine des infrarouges et le domaine optique.

## Caractéristiques

### Émission de QSO B0537
QSO B0537 est l'un des blazars les plus lumineux trouvés à ce jour; il est aussi responsable d'une multi-émission (sauf dans l'ultraviolet).

### Jets de QSO B0537
Une étude par l'INTEGRAL a montré que QSO B0537 est un émetteur de photons et de neutrons très énergétiques, l'étude de l'INTEGRAL a permis de trouver deux jets extra-larges.

### Signal de QSO B0537
Une étude par le IRCF a montré que l'environnement du blazar semble être polarisé. Lorsque le vide se polarise, cela signifie que le vide est soumis à un très intense champ magnétique (environ 10 x 1015 tesla), ce qui en fait l'un des objets avec le plus puissant champ magnétique de l'univers connus.

### Énergie de QSO B0537
Une étude faite de 1999 jusqu'à 2005 avec le XMM-Newton a relevé l'énergie des photons à rayons X et les photons optiques (100 MeV) ,,,.

## Trou noir de QSO B0537
Grâce à l'étude du IRCF, le champ magnétique a permis de calculer la masse de QSO B05837-286 : le champ magnétique du blazar permet d'estimer la vitesse des gaz ionisés. Une fois la vitesse calculée, l'équipe de l'ICRF a utilisé la troisième loi de Kepler pour estimer la masse de QSO B0537-286 à 2 milliards de masses solaires.